# Acanto di Sparta
Acanto di Sparta (in greco antico: Ἄκανθος?, Ákanthos; Sparta, ... – dopo il 720 a.C.) è stato un atleta greco antico.

## Biografia
Vinse le gare di dolico e di diaulo nella XV Olimpiade (720 a.C.) e, secondo Pausania il Periegeta, fu il primo a gareggiare ai giochi nudo.
Il fatto viene ricordato anche da Dionisio di Alicarnasso, che così si esprimeː «Il primo uomo che si spogliasse e che ha corso nudo ad Olimpia, nella quindicesima Olimpiade, è stato Acanto il Lacedaemone. Prima di allora, a quanto pare, tutti i greci si erano vergognati di apparire completamente nudi nei giochi». Prima di loro, un possibile riferimento ad Acanto, sebbene non menzionato, era stato fatto da Tucidide, che registrava come fossero stati gli spartani i primi a praticare la corsa nudi .